# Clear Fork Reservoir
Der Clear Fork Reservoir ist ein Stausee am Clear Fork Mohican River im Richland County und Morrow County im US-Bundesstaat Ohio.

## Geschichte
Er wurde 1949 als Haupttrinkwasserquelle für die Stadt Mansfield konzipiert und gebaut.

## Geografie
Der Stausee wurde künstlich angelegt und hat eine Tiefe von durchschnittlich 3 Metern. Er fasst 17.000.000 Kubikmeter Wasser und hat eine Oberfläche von 403 Hektar.
Insgesamt hat der See eine Uferlänge von 23 Kilometern.